# 黃子欣
黃子欣，GBS，MBE，JP（1950年11月12日—），黃潤棠家族後人，香港上市公司偉易達集團（港交所：00303）主席兼集團行政總裁，現任東亞銀行及港鐵獨立非執行董事。他亦曾經是甘泉香港航空的大股東、香港應用科技研究院主席、機場管理局成員、創新及科技督導委員會成員、大珠三角商務委員會委員及香港科技大學商學院顧問委員會成員。黃子欣的叔父是香港法律界著名律師黃頌顯。

## 學歷
- 銅鑼灣聖公會幼稚園（1956年，與香港賽馬會副主席郭志桁為同屆同學）[1]
- 聖保羅男女中學附屬小學（1962年小六上午校）[2]
- 聖保羅男女中學（1967年中五，與香港賽馬會副主席郭志桁為同屆同學）[3]
- 香港大學電機工程系理學士
- 麥迪遜威斯康辛大學電機及電腦工程科學碩士

## 榮譽
- 非官守太平紳士 (1995年)[4]
- 銀紫荊星章 (2003年)[5]
- 金紫荊星章 (2008年)[5]